# Bridal Veil Falls (Niagara Falls)
Die Bridal Veil Falls (deutsch Brautschleierfälle) sind die kleinsten von drei Wasserfällen, die zusammen als Niagarafälle bezeichnet werden.
Der 17 m breite Wasserfall befindet sich zwischen den beiden Inseln Goat Island und Luna Island. Die Insel Luna Island trennt ihn von den American Falls, die ebenfalls zu den Niagarafällen gehören. Beide Fälle befinden sich im Gegensatz zu den größten der drei Wasserfälle, den Horseshoe Falls, vollständig im US-Bundesstaat New York. Alle drei Wasserfälle haben den Niagara River als Zu- und Abfluss. Wie viel Prozent des Niagara River über die Bridal Veil Falls abfließen, ist nicht genau bekannt. Da über die American Falls aber bereits nur zehn Prozent des Flusses abfließen, dürfte der Anteil der Bridal Veil Falls noch weit niedriger liegen. Seine Höhe beträgt nur 24 Meter, da er anschließend auf eine Schutthalde aufschlägt. Rechnet man diese mit, erreicht er eine Höhe von 55 Metern.
Direkt unter den Bridal Veil Falls befindet sich die Touristen-Attraktion Cave of the Winds, bei der Zuschauer zu Fuß nahe an den Wasserfall heran gelangen können. Die Teilnehmer erhalten dazu einen Regenschutz. In der Gegend gibt es etliche Wanderwege.